# Kamenari (Czarnogóra)

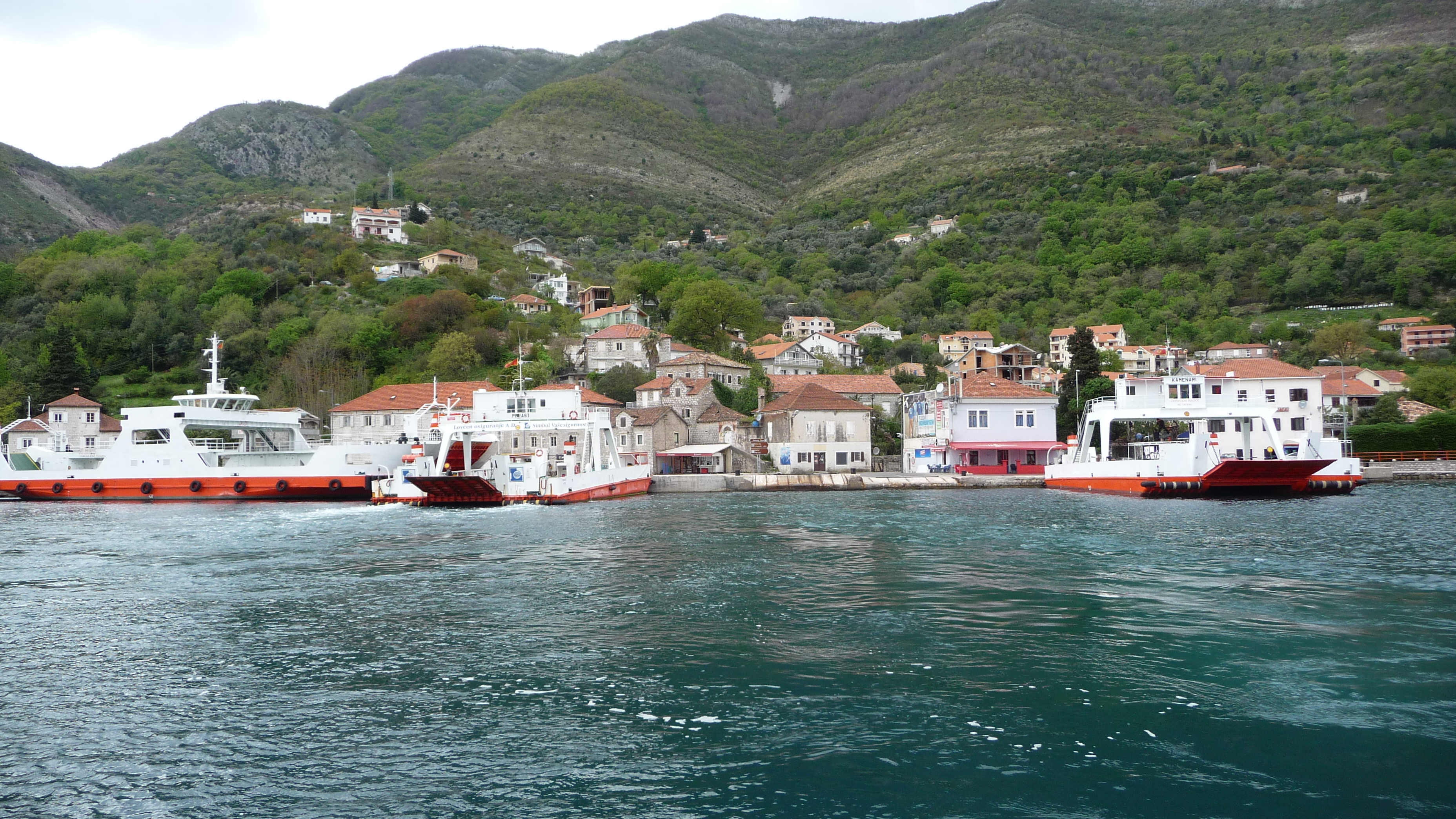
Kamenari widoczne z promu samochodowego

Kamenari (Каменари) – miejscowość w południowo-zachodniej Czarnogórze, w gminie Herceg Novi, zamieszkiwana przez 148 mieszkańców (dane na 25.06.2015).
Zlokalizowana na trasie Magistrali Adriatyckiej (droga europejska E65), w ciągu której funkcjonuje 900-metrowa przeprawa promowa z Kamenari przez cieśninę Verige w Zatoce Kotorskiej do miejscowości Lepetane (jest to jedyny odcinek Magistrali nie poprowadzony lądem).